# Adam Lazarre-White
Adam Lazarre-White (* 21. September 1969 in New York City, New York) ist ein US-amerikanischer Schauspieler.

## Leben
Lazarre-White studierte an der Harvard University und begann seine Karriere 1993 mit einem Gastauftritt in der Sitcom Echt super, Mr. Cooper. In den 1990er Jahren hatte er vereinzelte weitere Episodenrollen in Fernsehserien; in der Seifenoper Schatten der Leidenschaft spielte er zwischen 1994 und 2000 die wiederkehrende Nebenrolle des Nathan Hastings. Zudem wirkte er als Synchronsprecher an zwei Spielen der Wing-Commander-Spieleserie, in der Rolle des 1st Lt. Terrence „Zero“ O’Hearn.
Seine erste Rolle in einer großen Hollywoodproduktion erhielt Lazarre-White im Jahr 2000, als er in der Romantikkomödie In the Weeds an der Seite von Joshua Leonard und Molly Ringwald die Nebenrolle des Brett darstellte. Kaum mehr als Statistenrollen hatte er in den Blockbustern Krieg der Welten und Ocean’s 13 inne. Die bis dato größte Spielfilmrolle war die des Ron in Joel Edgertons Thriller The Gift im Jahr 2015. In der Folge war er wieder vermehrt im Fernsehen zu sehen, darunter in erfolgreichen Serien wie Criminal Minds, GLOW und Lethal Weapon.
Neben der Schauspielerei ist Lazarre-White gelegentlich auch als Produzent tätig, zudem betätigte er sich auch als Drehbuchautor an der Netflix-Produktion The Ropes, als Kurzfilm-Regisseur und Schauspiel-Coach. Er ist mit der Schauspielerin Dendrie Taylor verheiratet.

## Filmografie (Auswahl)

### Film
- 2004: Madhouse – Der Wahnsinn beginnt (Madhouse)
- 2005: Krieg der Welten (War of the Worlds)
- 2007: Ocean’s 13 (Ocean’s Thirteen)
- 2015: The Gift
- 2017: Stephanie – Das Böse in ihr (Stephanie)

### Fernsehen
- 1993: Echt super, Mr. Cooper (Hangin’ with Mr. Cooper)
- 1994–2000: Schatten der Leidenschaft (The Young and the Restless)
- 1995: Ein schrecklich nettes Haus (In The House)
- 1996: Baywatch Nights
- 2000: Will & Grace
- 2002: Girlfriends
- 2009: Grey’s Anatomy
- 2009: Private Practice
- 2010: Heroes
- 2012: Scandal
- 2014: Royal Pains
- 2015: Rosewood
- 2016: Criminal Minds
- 2017: GLOW
- 2018: Lethal Weapon